# Finn Florijn
Finn Florijn, född 29 november 1999, är en nederländsk roddare.

## Karriär
I juli 2019 var Florijn en del av Nederländernas lag som tog brons i åtta med styrman vid U23-VM i Sarasota. I juli 2021 tävlade han i singelsculler vid OS i Tokyo men testade positivt för covid-19 efter försöksheatet och missade resten av OS. I september 2022 vid VM i Račice slutade han på fjärde plats i scullerfyra tillsammans med Jan van der Bij,
Simon van Dorp och Stef Broenink.
I maj 2023 vid EM i Bled tog Florijn silver i scullerfyra tillsammans med Simon van Dorp, Tone Wieten och Koen Metsemakers. I september 2023 vid VM i Belgrad tog han sitt första VM-guld i scullerfyra tillsammans med Lennart van Lierop, Tone Wieten och Koen Metsemakers.

## Privatliv
Florijn är son till den tvåfaldige OS-guldmedaljören i rodd Ronald Florijn och världsmästaren Antje Rehaag. Hans äldre syster, Karolien, är också en olympisk roddare samt hans yngre bror, Beer, är också en roddare.